# نواحی شهوت‌خیز

ناحیه‌های تحریک آمیز جنسی مشترک و غیرمشترک زنان و مردان

نواحی شهوت‌خیز، قسمت‌های تحریک‌پذیر یا نقاط تحریک‌آمیز مناطقی از بدن انسان می‌باشد که دارای حساسیت بالایی بوده و نوازش یا بوسیدن این مناطق ممکن است به خیال پردازی جنسی، برانگیختگی جنسی و اوج لذت جنسی منجر شود.
همهٔ انسان‌ها این مناطق حساس جنسی را در بدن خود دارند هر چند ممکن است شدت حساسیت این مناطق از فردی به فرد دیگر برای تحریک زن یا تحریک مرد متفاوت باشند. نوازش این مناطق ممکن است به انگیختگی ملایم، متوسط یا شدید شود.
مناطق جنسی می‌توانند با نوع انگیختگی طبقه‌بندی شوند. بیشتر مردم به هنگام لمس پلک‌ها، ابروها، شانه‌ها، بازوان، دست‌ها، و موها تحریک می‌شوند. در انسان از نقاط خیلی حساس شهوانی نقطه جی نام دارد که در زنان کلیتوریس در واژن است و در مردان درون مقعد جای دارد که با تحریک این نقطه می‌توان به اوج لذت جنسی دست‌یافت.

## نقاط تحریک‌آمیز بدن

### مناطق غیر خاص
این مناطق‌حساس برای هردو جنس زن و مرد تأثیر دارد. شامل طرفین و پشت گردن، مناطق داخلی بازوها، زیر بغل و مناطق میانی سینه می‌باشند که شبیه پوست عادی می‌باشند و دارای تمرکز نرمال بالای عصب و پیازچه مو می‌باشند.
تعدادی از نقاط حساس و تحریک کننده مشترک زنان و مردان، که با نوازش‌کردن آنها تحریک می‌شوند عبارت است از:
- گردن
- گوش
- لب‌ها و زبان
- منطقه‌سینه
- فشردن کمر
- بوسه
- شانه‌ها و کتف
- باسن
- پشت زانوها
- ناحیه شکم
  - شکم
  - ناف
- انگشتان
- ماساژ
- ناحیه پا و ران‌ها
- لمس و بوسیدن سایر برجستگی‌های بدن

### مناطق خاص
این نقاط تنها برای جنس زن یا مرد تأثیر دارد. مانند آلت‌مردانه، بیضه، تاج و نوک آلت برای مردان، همچنین کلیتوریس و ناحیه نوک پستان برای زنان، جزو مناطق خاص جنسی می‌باشند.

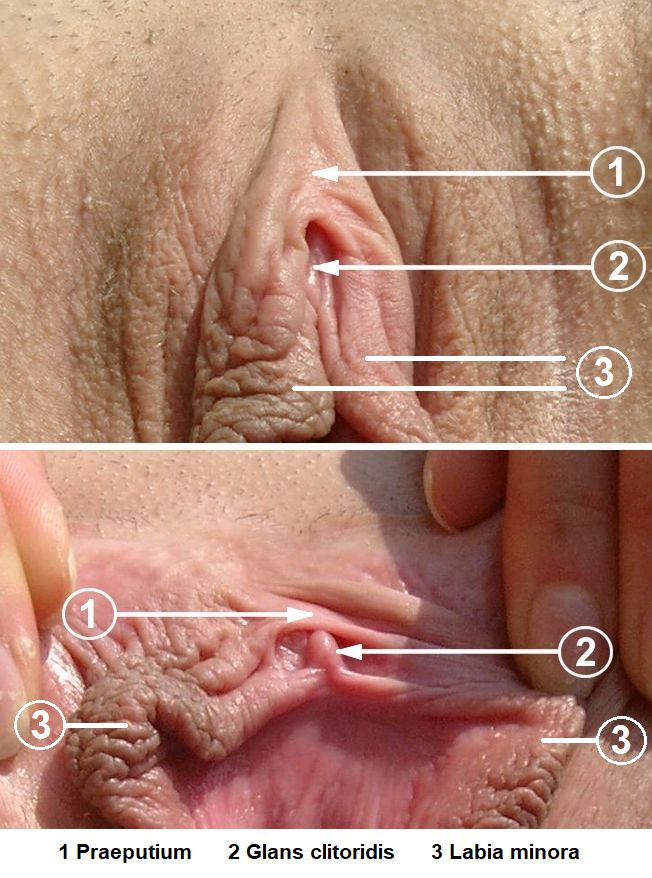
کلاهک کلیتورال (۱) و کلیتوریس (۲)
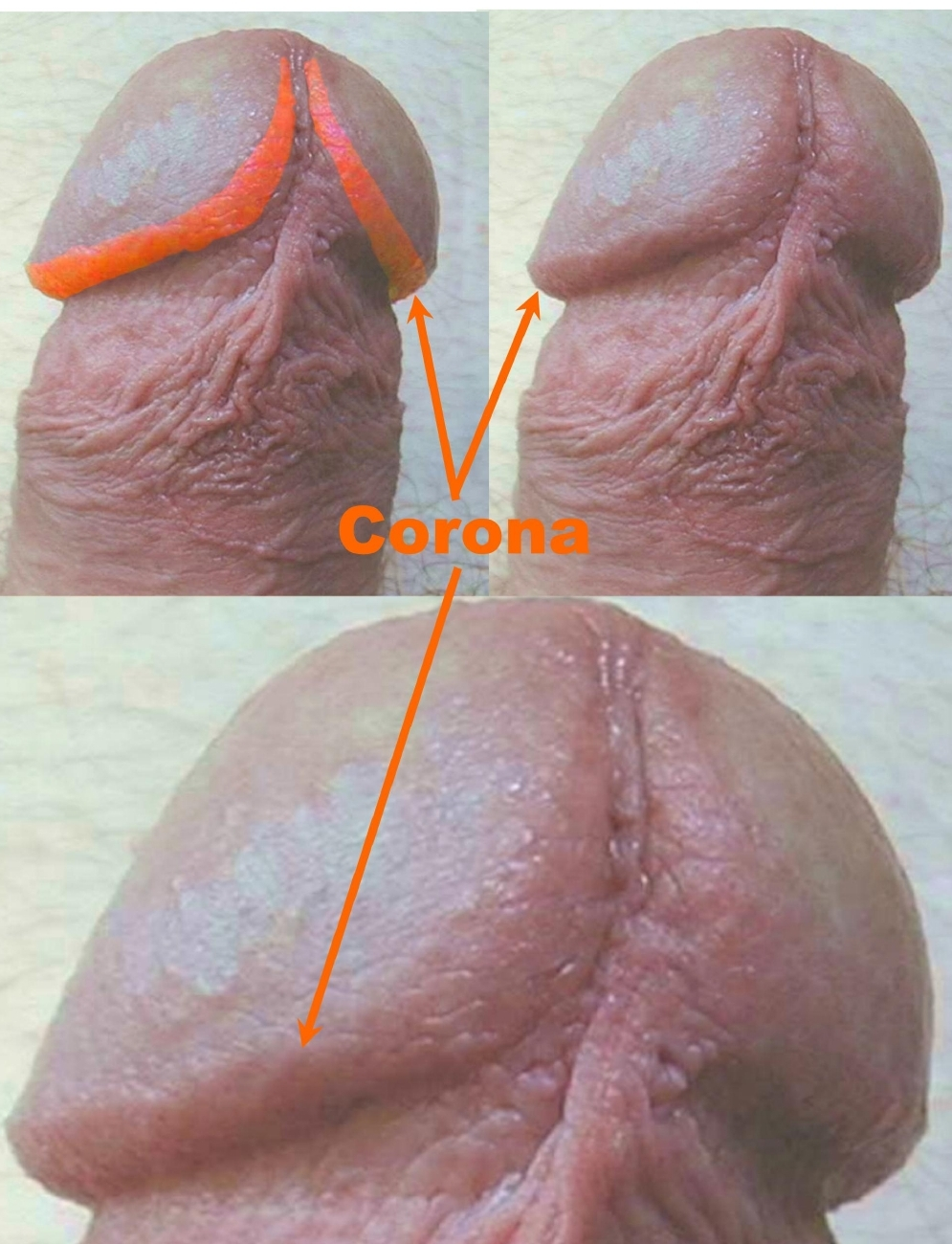
تاج سرنره
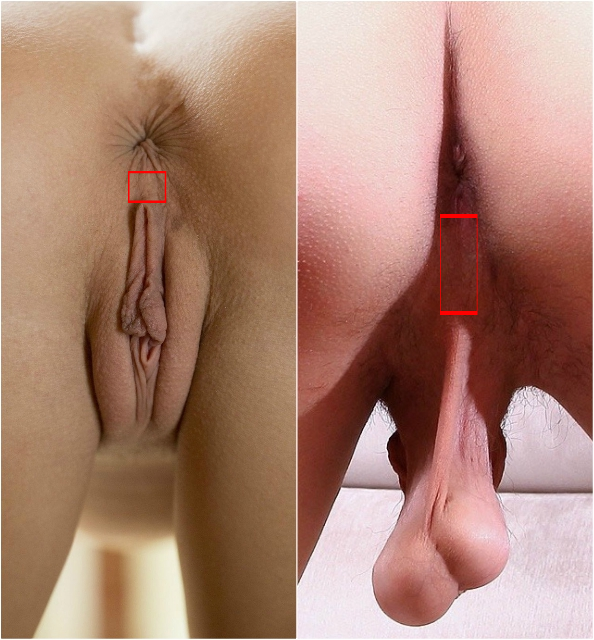
میان‌دوراه

## سر
دهان
لب و زبان حساس هستند و با بوسیدن و لیسیدن تحریک می‌شوند. گاز گرفتن در لب نیز می‌تواند محرک ایجاد کند.
گردن
گردن، ناحیه ترقوه و پشت گردن در مردان و زنان بسیار حساس است، که می‌تواند با لیس زدن، بوسیدن یا نوازش سبک تحریک شود. برخی از افراد نیز دوست دارند در این مناطق به آرامی گاز گرفته شوند، غالباً به حدی که «رد بوسه» یا «گزش عشق» تشکیل شود.
گوش‌ها
برخی افراد نجوا و آرام نفس کشیدن در گوش را لذت بخش و آرامش بخش می‌دانند، همچنین لیسیدن، گاز گرفتن، نوازش و / یا بوسیدن آن را خصوصاً در ناحیه لاله گوش و پشت آن می‌دانند.

## بازو
پوست بازوها و به ویژه پوست نرمتر بازوهای داخلی و در عرض خم میانی بازو که روی طرف شکمی آرنج را پوشانده‌است، به تحریک دستی یا دهانی بسیار حساس هستند. نوازش با انگشتان یا زبان، ماساژ و بوسیدن می‌تواند تحریک را آغاز کند و در برخی موارد، باعث ارگاسم کلیتوریس / واژن یا انزال آلت تناسلی بدون تماس مستقیم با مناطق اخیر شود. به دلیل نازک بودن پوست موجود در آن، دسترسی به انتهای عصب باعث دسترسی بیشتر می‌شود.

## پا و انگشتان پا
به دلیل تراکم انتهای عصب در کف پای انسان و احتمالاً به دلیل نزدیکی بین ناحیه مغز که با احساس لمس از پا برخورد می‌کند و ناحیه ای که با احساس از اندام تناسلی کار می‌کند احساسات تولید شده با لیسیدن پا و مکیدن انگشتان پا می‌تواند برای برخی افراد خوشایند باشد. به همین ترتیب، ماساژ کف پا نیز می‌تواند باعث تحریک شود. بسیاری از افراد در ناحیه پا، به خصوص در کف پا، بسیار حساس هستند.